# Ach Gott, wie manches Herzeleid (BWV 58)

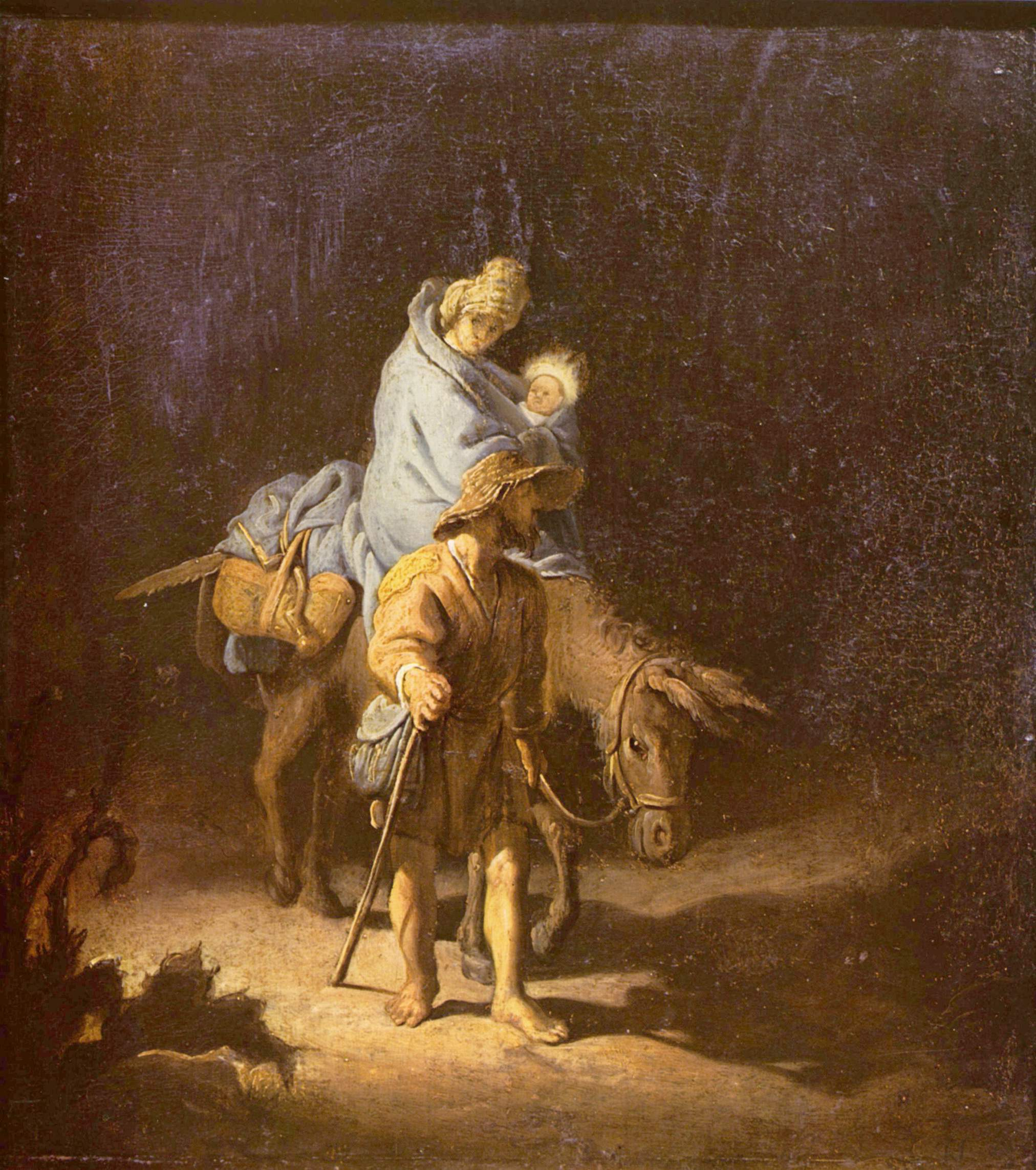

Pour l’article homonyme, voir Ach Gott, wie manches Herzeleid (BWV 3).
Ach Gott, wie manches Herzeleid (Ah, Dieu ! que mon cœur a de tourment ! ) (BWV 58) est une cantate religieuse de Johann Sebastian Bach composée à Leipzig en 1726.

## Histoire et livret
Bach écrivit cette cantate à la fin de l'année 1726 pour le dimanche après le Jour de l'an qui tombait cette année le 5 janvier 1727, date de la première exécution. Pour cette destination liturgique, deux autres cantates ont franchi le seuil de la postérité : les BWV 153 et 248/5 (cinquième cantate de l'Oratorio de Noël). Cette version de 1727 est perdue, On joue aujourd'hui la cantate donnée le 4 janvier 1733 ou le 3 janvier 1734, un remaniement dans lequel Bach a produit une nouvelle aria centrale et des parties de hautbois supplémentaires.
Les lectures prescrites pour ce jour étaient Pierre 4: 12-19 et Mat. 2: 13-23. Le texte de la cantate reprend les paroles d'un hymne publié en 1587 par Martin Moller, pour le premier mouvement et une poésie publiée par Martin Behm dans le second volume (1610) de « Centuria precationum rhythmicarum » pour le choral. On ne connaît pas les auteurs des autres textes.
Le thème du choral (Zahn 533a) reprend la ligne mélodique de Herr Jesu Christ, meins Lebens Licht II, qui est d'abord paru dans le Liederbuch de Wolflin Lochamer imprimé à Nüremberg en 1455.

## Structure et instrumentation
La cantate, sous-titrée Concerto in dialogo, est écrite pour deux hautbois, hautbois da caccia (indiqué « taille » dans quelques partitions), deux violons, alto, basse continue et deux solistes (soprano, basse). 
La cantate comporte cinq mouvements :
1. duo (soprano, basse) : Ach Gott, wie manches Herzeleid
2. récitatif (basse) : Verfolgt dich gleich die arge Welt
3. aria (soprano) : Ich bin vergnügt in meinem Leiden
4. récitatif (soprano) : Kann es die Welt nicht lassen
5. choral (soprano, basse) : Ich hab für mir ein schwere Reis

## Source
- (en) Cet article est partiellement ou en totalité issu de l’article de Wikipédia en anglais intitulé « Ach Gott, wie manches Herzeleid, BWV 58 » (voir la liste des auteurs).